# Firma
För huliganorganisationen, se huliganfirma.
Firma är den benämning under vilken en näringsidkare bedriver sin verksamhet. För ett bolag i Sverige är firman detsamma som det hos Bolagsverket registrerade fullständiga namnet.
I Sverige regleras firmarätten tidigare i firmalagen (1974:156), sedan 1 januari 2019 regleras företagsnamn i Lag (2018:1653) om företagsnamn. I samband med lagändringen ersattes begreppet firma med företagsnamn.
I Finland regleras firmarätten av firmalagen (2.2.1979/128).

## Svensk rätt

### Rätt till firma
Näringsidkare förvärvar ensamrätt till firma genom registrering eller inarbetning. Registrering av firma sker endast om den är ägnad att särskilja innehavarens verksamhet från andras. Det har uppställts ett antal hinder för registrering som framgår av 10 § firmalagen, såsom att den strider mot lag, är ägnad att vilseleda allmänheten eller kan förväxlas med en annan firma.
Ett näringskännetecken, det vill säga firma, anses inarbetat, om det är känt som beteckning för innehavarens verksamhet inom en betydande del av den krets till vilken verksamheten riktar sig.

### Tvist om rätt till firma
Högsta domstolen har i ett mål, NJA 1988 s 209, avgjort ett intressant mål om hävning av firma, Arlanda Långtidsparkering Aktiebolag, som registrerats 1970, eftersom den ansetts förväxlingsbar med flygplatsen Stockholm-Arlanda vars firma skapats genom Kungl Maj:ts beslut år 1958.

### Om firmateckning
Även andra juridiska personers fullständiga namn brukar kallas firma, även om de inte bedriver näringsverksamhet. En juridisk person brukar alltid ha regler för vem som får teckna firman, det vill säga vem som med lagligt bindande verkan får skriva under avtal och liknande för den juridiska personens räkning. Den som har sådan rätt betecknas firmatecknare. Firmateckning kan även ske av den som har ställningsfullmakt.

### Enskild firma
Med enskild näringsverksamhet avses att en fysisk person bedriver näringsverksamhet själv (och alltså inte genom ett bolag) men under särskild firma som till exempel Carl Pettersson med enskilda firman Calles Fisk, själva "firman" är alltså namnet på den enskilda näringsverksamheten. Det kan skrivas som "Carl Pettersson muf Calles Fisk", särskilt om man inte är säker på att "Calles Fisk" verkligen är en registrerad firma. Förkortningen "muf" eller "m.u.f." står för "med uppgiven firma".

### Parallellfirma
Med parallellfirma avses ett annat namn, som näringsidkaren också använder, till exempel en översättning av den egentliga firman till ett annat språk. En parallellfirma är det vanliga företagsnamnets lydelse på ett annat språk. Ett företag kan ha flera parallellfirmor. Parallellfirman ska vara en så direkt översättning av företagsnamnet som möjligt. Om företagsnamnet innehåller en beteckning för företagsformen ska även den ingå, antingen på svenska eller i översättning.
För ett aktiebolag ska parallellfirman anges i samma paragraf som firman i bolagsordningen. Det är bolagsstämman som beslutar om en parallellfirma.
Exempel på godtagbara översättningar av associationsformerna aktiebolag är
- ltd (limited company)
- Oy (osakeyhtiö)
- Corporation
- Inc. (incorporated)
- GmbH (Gesellschaft mit beschränkter Haftung) (AG, Aktiengesellschaft)
- S.A.R.L (société à responsabilité limitée) (S.A. Société Anonyme)

Exempel på godtagbara översättningar av associationsformerna handelsbolag är
- Trading partnership

Exempel på godtagbara översättningar av associationsformerna kommanditbolag är
- Limited partnership

### Bifirma
Med bifirma avsågs i Sverige en hos Bolagsverket särskild registrerad bifirma avsedd att användas som beteckning för en viss avgränsad del av en näringsverksamhet. Begreppet ersattes 1 januari 2019 av begreppet Särskilt företagsnamn. I Finland används ännu begreppet bifirma.

### Övrigt
Reglerna om rätten till en firma sammanfattas i det rättsvetenskapsliga ämnet firmarätt, som är en del av immaterialrätten.